# Troiițke, Novomoskovsk
Troiițke (în ucraineană Троїцьке) este un sat în comuna Holubivka din raionul Novomoskovsk, regiunea Dnipropetrovsk, Ucraina.

## Demografie
Componența lingvistică a localității Troiițke
     Ucraineană (90,91%)
     Rusă (9,09%)
Conform recensământului din 2001, majoritatea populației localității Troiițke era vorbitoare de ucraineană (90,91%), existând în minoritate și vorbitori de rusă (9,09%).